# Theater (Trnava)

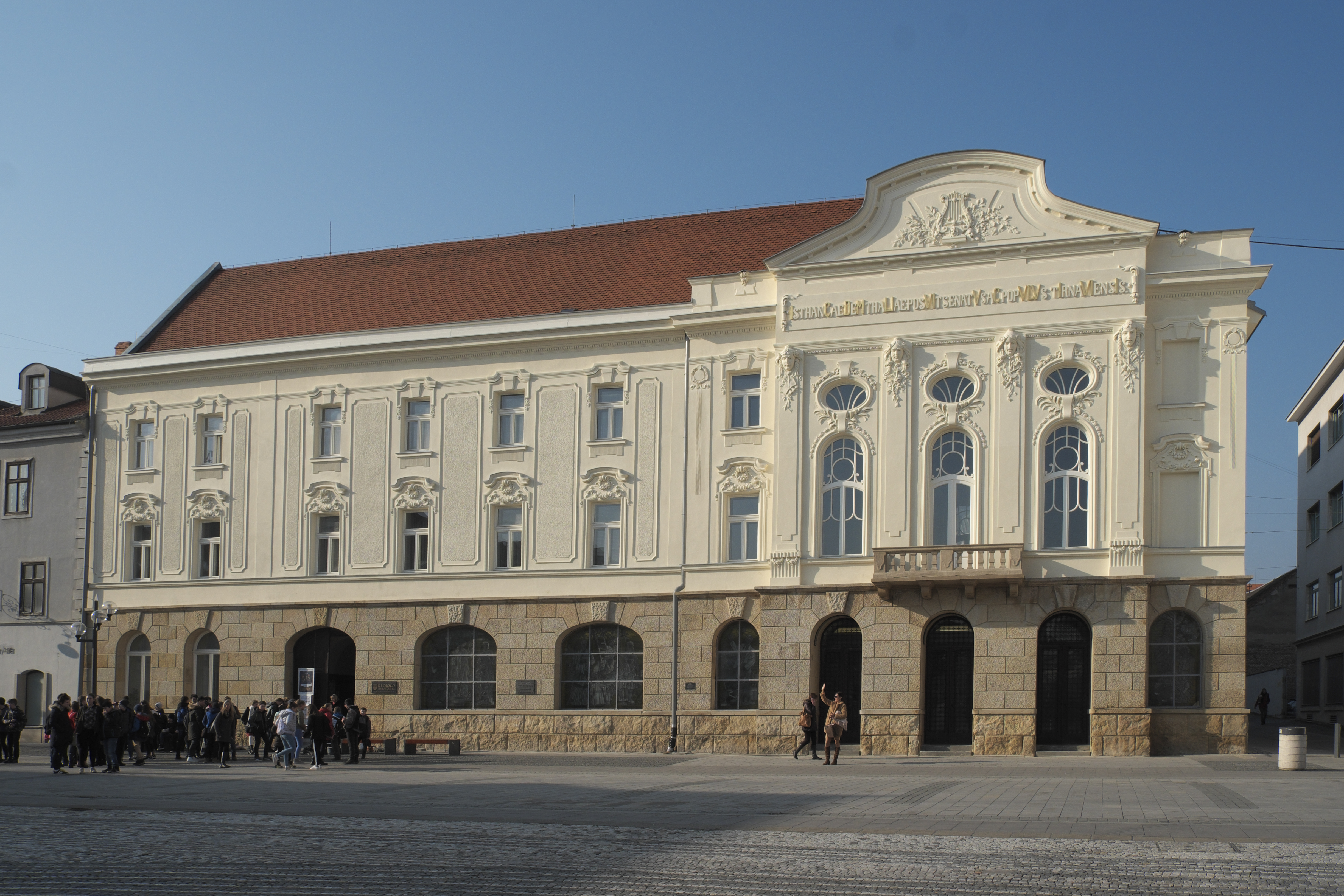
Theater in Trnava

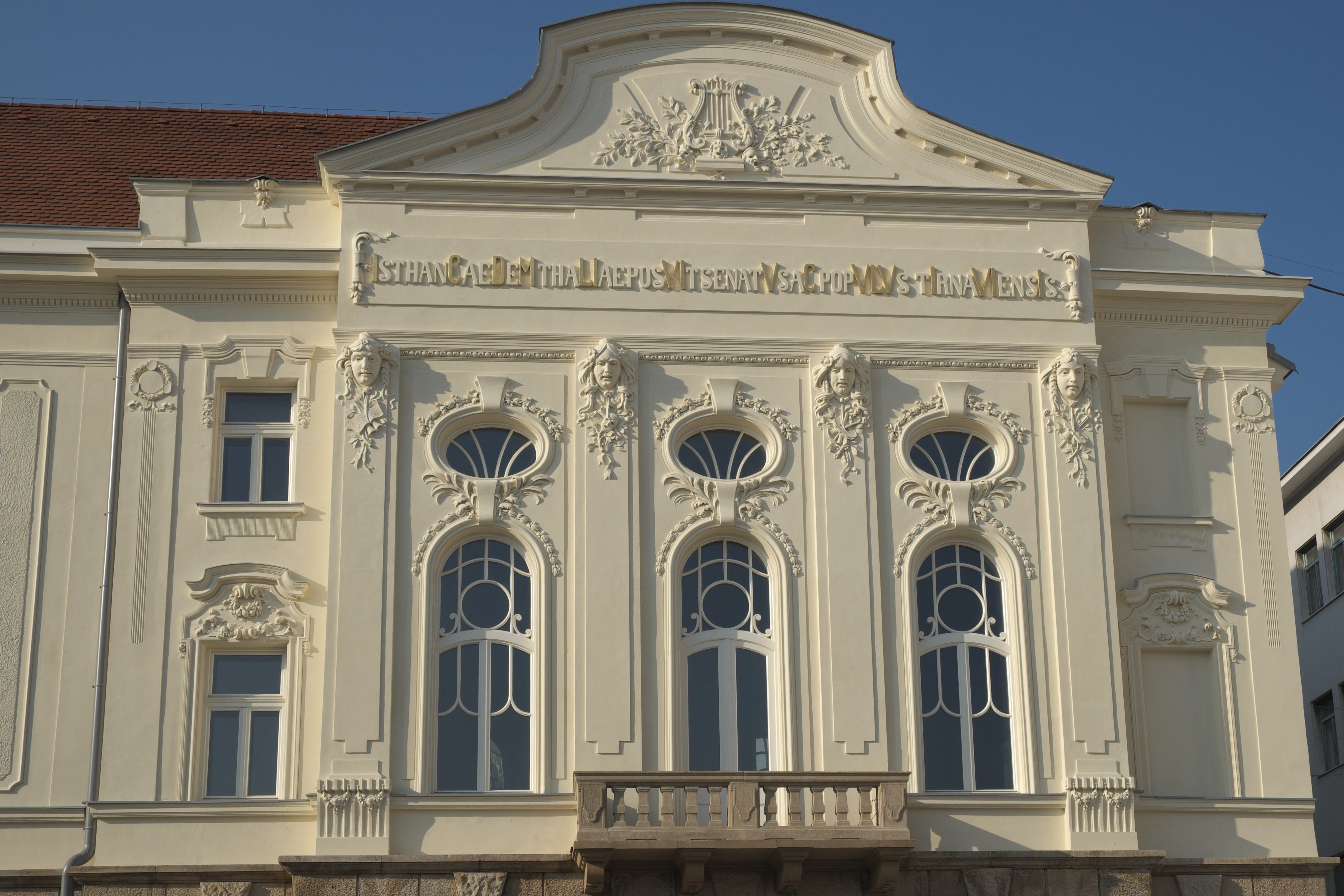
Detail

Das Theater in Trnava (deutsch Tyrnau), einer slowakischen Stadt nordöstlich der Hauptstadt Bratislava, wurde 1831 eröffnet. Das Theater mit der Adresse Trojičné nám. 2 ist ein geschütztes Kulturdenkmal.
Das Theater wurde als eines der ersten öffentlichen Theatergebäude in der Slowakei errichtet. Es entstand nach dem Umbau der Gaststätte U čierneho orla (Beim schwarzen Adler), die im Besitz der Stadt war. Den Bau im Empirestil entwarf der Architekt B. Grünn.
Die Gaststätte bestand weiter und der Theatersaal mit 548 Plätzen entstand in einem Hofteil, wo sich der ehemalige Tanzsaal befand. Der Theaterverein unterstützte die Stadt bei der Finanzierung. Die erste Vorstellung fand am 26. Dezember 1831 statt und wurde auf Deutsch gespielt. Die erste slowakische Vorstellung wurde erst im Jahr 1869 gespielt. Ab 1893 bis zum Ende der Monarchie wurden die Vorstellungen in Folge der erzwungenen Magyarisierung nur auf Ungarisch gespielt.
Während des Umbaus mit Jugendstilformen im Jahr 1907 bekam die einfache Empirefassade eine reiche Stuckdekoration, im Obergeschoss entstand ein repräsentativer Spiegelsaal. Die Gaststätte im Erdgeschoss wurde aufgehoben und zur Eingangshalle umgebaut. Die Fenster im Erdgeschoss stammen aus dem Jahr 1960.
Beim 170. Jubiläum im Jahr 2001 wurde das Theater zu Ehren des hier tätigen slowakischen Dramatikers in Ján-Palárik-Theater umbenannt.